# Ophélie David
Pour les articles homonymes, voir David et Rácz.
Ophélie David, née Rácz le 6 juillet 1976 à Cucq (Pas-de-Calais), est une skieuse de skicross franco-hongroise.
Licenciée au Ski Club de l'Alpe d'Huez, elle commence sa carrière en ski alpin, disputant les Jeux olympiques de 1994 à Lillehammer sous les couleurs de la Hongrie, qui est la nationalité de son père. Avec l'équipe de France, elle s'oriente ensuite vers le skicross, où elle participe à trois éditions des Jeux olympiques en ski acrobatique, sans parvenir à obtenir une médaille, terminant neuvième à Vancouver en 2010 et quatrième à Sotchi en 2014. À Pyeongchang en 2018, elle se blesse à l'entraînement avant son épreuve, ce qui met un terme à sa carrière.
Plusieurs fois médaillée aux championnats du monde, avec la médaille d'or lors de l'édition de Madonna di Campiglio en 2007, l'argent en 2015 et le bronze en 2005, 2013 et 2017, elle remporte à quatre reprises les Winter X Games, de 2007 à 2010. Figurant parmi les pionnières de la discipline — elle participe à la première course de l'histoire de la coupe du monde dans sa spécialité — elle remporte à sept reprises le classement général de celle-ci, terminant trois fois en tête du classement général de la coupe du monde pour le ski acrobatique. Elle compte 64 podiums, se décomposant en 26 victoires, 17 deuxièmes places et 21 troisièmes places.

## Carrière

### Premières années et ski alpin
Née à Cucq dans le Pas-de-Calais, Ophélie David, découvre le ski lors du déménagement de ses parents à L'Alpe d'Huez. Elle est la fille de János Rácz, ancien joueur de basket-ball professionnel, qui a notamment disputé les Jeux olympiques d'été de 1964 à Tokyo sous les couleurs de la sélection hongroise. Grâce à son père, elle obtient un passeport hongrois. Elle participe aux Championnats du monde juniors de ski alpin, en 1992 à Maribor, puis à Monte Campione/Colere l'année suivante. En 1994, elle obtient une sélection pour les Jeux olympiques de 1994 à Lillehammer. Alors âgée de 17 ans, elle chute lors de sa première course, le slalom, puis elle s'aligne sur le combiné où elle doit abandonner de nouveau. Elle participe une troisième fois aux mondiaux juniors, en 1995 à Voss, où elle obtient les 28e et 35e places de la descente et du slalom géant. Elle participe également aux mondiaux de 1996 dans la Sierra Nevada, terminant 36e de la descente et seizième du combiné. Auparavant, en avril 1995, elle remporte une victoire en course FIS à la Flaine. En 1996, elle prend part à deux courses de coupe du monde, ne terminant pas la première manche d'un slalom à Sestriere et ne se qualifiant pas pour la seconde manche du slalom de St. Gervais.

### Ski cross
Après un ski-cross aux Deux-Alpes où elle termine deuxième Française, Rémi Sella lui offre une place pour l'épreuve de coupe du monde, la première de l'histoire de la discipline, à Tignes, où elle se qualifie pour la finale, terminant quatrième. Elle est également invitée pour participer aux Winter X Games à Aspen dans le Colorado où elle termine sixième, course remportée par Aleisha Cline.
La saison suivante, après une neuvième place lors de la course initiale de la coupe du monde, à Saas-Fee, elle remporte lors du mois de janvier la deuxième épreuve, disputée aux Contamines, devant la Suissesse Franziska Steffen et la Française Valentine Scuotto. Quelques jours plus tard, elle est troisième à Pozza di Fassa derrière Steffen et Aleisha Cline. Le lendemain, sur le même site, les trois skieuses sont de nouveau sur le podium, Cline devançant Steffen et David. À Laax, Ophélie David termine à la quatrième place de la finale. Elle s'impose ensuite en République tchèque, termine septième à Naeba et remporte la dernière course de la coupe du monde à Sauze d'Oulx. Elle remporte la coupe du monde de la spécialité, terminant au sixième rang de la coupe du monde général. Elle dispute de nouveau les X Games où elle termine quatrième de la finale.
Elle prend le départ de six courses lors la coupe du monde 2004-2005, remportant ses deux premières courses, à Saas-Fee et aux Contamines puis terminant deuxième à Pozza di Fassa. Kreischberg est la seule course où elle ne prend pas le départ de la finale, terminant sixième, avant de terminer respectivement troisième à Naeba et quatrième à Grindelwald. Elle termine à la septième place des X Games puis remporte la médaille de bronze des championnats du monde de Ruka remportés par Karin Huttary devant Magdalena Iljans.

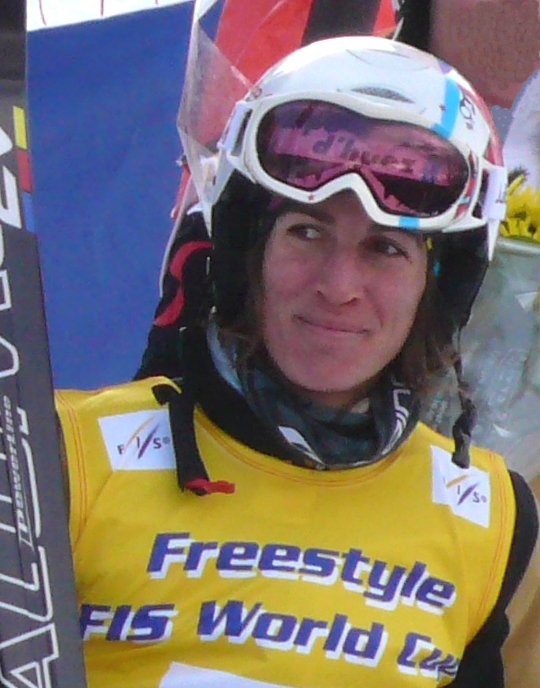
Ophélie David aux Contamines en 2010

Elle termine sur le podium de lors de chacune des courses de la coupe du monde 2005-2006, terminant deuxième aux Contamines et à Kreischberg, avant de s'imposer à Pec p/Snezkou et Sierra Nevada, terminant troisième de la deuxième course sur ce site. Elle remporte la troisième place des X Games, derrière Karin Huttary et Gro Kvinlog. Elle s'impose face à Karin Huttary lors de la finale lors du Jeep King of the Mountain Professional Skiing & Snowboarding World Championships à Banff,.

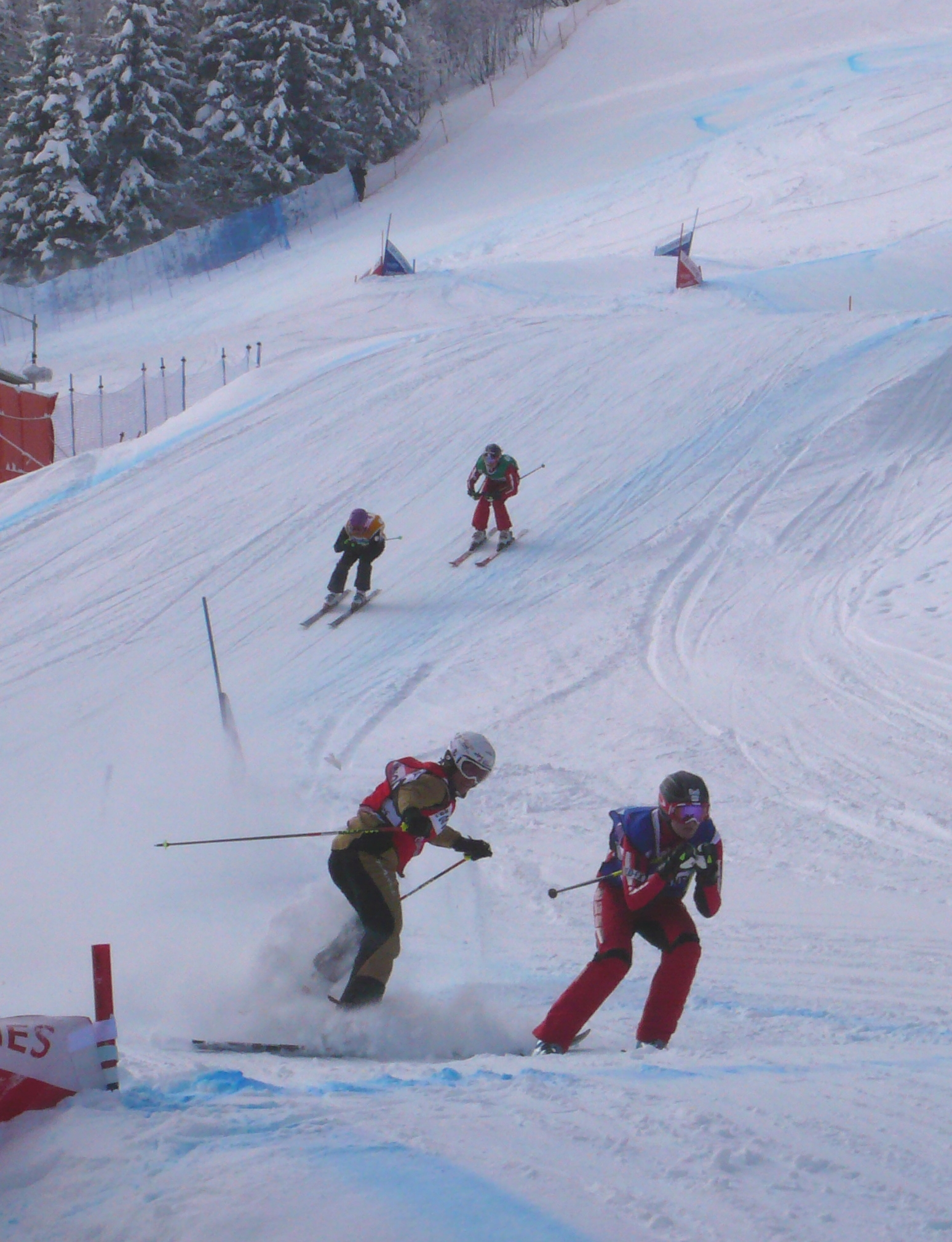
Ophélie David, ici en 2e position, aux Contamines en 2010.

Lors de la coupe du monde 2006-2007, elle termine deuxième à Flaine, derrière Magdalena Iljans, deuxième aux Contamines, battue par Méryll Boulangeat, puis remporte la première course d'Inawashiro, ce qui lui assure l'obtention du globe de cristal de la spécialité. Avant cette victoire, elle s'impose aux X Games, devant deux autres Françaises, Valentine Scuotto et Méryll Boulangeat,. En mars, lors des mondiaux de Madonna di Campiglio, elle remporte à 30 ans son premier titre mondial, s'imposant devant Méryll Boulangeat et l'Allemande Alexandra Grauvogl. Sur le circuit du Jeep King of the Mountain Skiing & Snowboarding World Professional Championship, elle remporte les courses disputées en Utah et au Nouveau Mexique puis s'impose lors des finales disputées à Telluride, battant lors de la finale Méryll Boulangeat.
Avec des victoires aux Contamines, Kreischberg, Deer Valley, en Sierra Nevada, Meiringen, où elle s'assure également de la victoire finale de son cinquième globe de la spécialité en coupe du monde, à Valmalenco, elle remporte le gros globe de la coupe du monde de ski acrobatique. Fin janvier, elle remporte également les X Games à Aspen, devançant la Norvégienne Hedda Berntsen et Magdalena Jonsson. En mars, alors qu'elle occupe la tête du Jeep King of the Mountain championship, avec des victoires à Telluride et Squaw Valley, elle décide de ne pas disputer la finale de celui-ci à Sun Valley pour privilégier les compétitions en Europe.
Elle ne participe pas à la coupe d'Europe, disputée en Allemagne. Elle termine quatrième de la première manche de la coupe du monde, course remportée à  St Johann par Marion Josserand. Aux Contamines, elle est devancée par Hedda Berntsen, puis elle remporte les étapes disputées à Flaine et Lake Placid, devant l'Australienne Jenny Owens  et Méryll Boulangeat. Elle obtient ensuite sa troisième victoire consécutive lors des X Games en battant la Suédoise Magdalena Jonsson. Lors de son retour sur la coupe du monde, à Cypress Mountain, elle termine quatrième, puis elle remporte la course de Myrkdalen-Voss. Elle remporte également la course à Branaes. Lors des mondiaux à Inawashiro, elle est éliminée en demi-finale, terminant finalement à la septième place. Après les mondiaux, elle s'impose à Grindelwald, devant Marion Josserand et Sanna Lüdi, termine deuxième à Meiringen-Hasliberg, derrière Katharina Gutensohn, et remporte la dernière course à La Plagne. Elle remporte son sixième globe consécutif dans la spécialité du ski cross.
Lors de la coupe du monde, elle termine troisième puis deuxième des deux premières épreuves, à Innichen, remportées toutes deux par Anna Holmlund. Grâce à sa victoire lors de la course suivante, à St. Johann, elle s'empare de la tête du classement de la coupe du monde. Elle enchaîne avec une quatrième place aux Contamines, une deuxième place à l'Alpe d'Huez, une cinquième à Blue Mountain et une troisième à Lake Placid. Lors de l'édition de 2010 des Winter X Games d'Aspen, elle remporte sa quatrième victoire consécutive, devançant les Canadiennes Kelsey Serwa et Ashleigh McIvor. Elle est la première sportive, homme ou femme, à remporter quatre fois de manière consécutive une discipline Winter X Games.
Aux Jeux olympiques de Vancouver, en 2010, son rêve de sacre olympique s'est envolé en raison d'une chute dont elle a été victime au stade des quarts de finale. Après les Jeux, elle renoue avec la victoire en s'imposant à Branas. Elle ne termine pas la manche de Grindelwald puis termine sa saison de coupe du monde par deux deuxièmes places, à Meiringen-Hasliberg et en Sierra Nevada.
Peu après la compétition olympique, elle décide, après une suggestion de Rémi Sella, le responsable fédéral de la discipline, de créer sa propre structure privée avec Romuald Licinio, son préparateur physique, qui prend le rôle dentraîneur. Ce team privé est le team Continental Finance. Elle est également aidée par l’opération « Join the gang », fan club dont les inscriptions contribuent au financement de son équipe.
Lors de ses quatre premières courses de la  coupe du monde 2010-2011, elle ne parvient pas à se qualifier pour la finale, avec une cinquième place, deux sixième et une neuvième. Pour sa première finale de la saison, elle s'impose aux Contamines, devant Kelsey Serwa et Anna Holmlund. Aux X Games, elle termine deuxième, derrière  Kelsey Serwa, remportant ainsi sa sixième médaille consécutive dans la compétition malgré une lourde chute lors de la finale. Aux mondiaux de Deer Valley, elle est éliminée en quart de finale après une chute dont elle met de longues minutes à se relever. Malgré cette blessure, elle participe ensuite à la fin de la saison de coupe du monde, terminant deuxième à Grindelwald derrière Marte Hoeie Gjefsen et troisième à Meiringen. Elle termine ensuite sixième lors des deux dernières courses. Elle termine cinquième de la coupe du monde, remportée par Anna Holmlund.
La coupe du monde 2011-2012 commence par deux courses à Innichen/San Candido où elle termine neuvième puis dixième. Elle l'emporte ensuite à St. Johann. Cinquième à l'Alpe d'Huez, elle termine troisième aux Contamines. Fin janvier, elle se fracture le péroné de la jambe gauche lors des entraînements précédents les X Games. Alors que sa saison était annoncée comme terminée, Ophélie David fait néanmoins son retour à Bischofswiesen/Goetschen où elle termine deuxième des deux courses disputées. Elle termine ensuite troisième à Branas puis quatrième à Grindelwald, résultat finalement annulé en raison du décès du Canadien Nick Zoricic. Elle termine deuxième de la coupe du monde, derrière Marielle Thompson.
Elle commence la coupe du monde 2012-2013 par une deuxième place à Nakiska derrière Fanny Smith et devant Anna Holmlund. Les trois skieuses occupent les mêmes places sur le podium de la course suivante à Telluride. Lors de la manche de Val Thorens, elle termine à la douzième place, puis elle est disqualifiée à Innichen/San Candido. En janvier, aux Contamines, elle termine neuvième avant de retrouver une place sur le podium, la troisième, à Megève, derrière Anna Woerner et Kelsey Serwa. Elle renoue avec la victoire à Grasgehren/Allgäu où elle s'impose devant Christina Manhard et Marielle Berger Sabbatel. Elle est ensuite cinquième à Sotchi. Elle est devancée par Fanny Smith au classement général de la coupe du monde. En janvier, lors des X Games, elle  termine deuxième derrière Kelsey Serwa et devant Fanny Smith. Pour les mondiaux de Voss/Oslo 2013, elle remporte la médaille de bronze.
Troisième de la première étape de la coupe du monde 2013-2014, à Nakiska derrière Marielle Thompson et Fanny Smith, elle termine à cette même place lors de l'étape suivante, à Val Thorens, derrière Katrin Mueller et Sanna Luedi. Elle termine ensuite 11e et 25e à Innichen/San Candido. À Val Thorens, qui accueille deux autres courses début janvier, elle termine huitième puis troisième, derrière Marielle Thompson et Katrin Mueller lors de cette dernière course. Fin janvier, à Kreischberg, elle remporte une nouvelle victoire en s'imposant face à Fanny Smith et Marielle Thompson, sa 26e victoire en coupe du monde. Lors de la course des Jeux olympiques de Sotchi, elle termine quatrième de la finale : partie quatrième, elle chute sur un saut après avoir doublé la troisième, Anna Holmlund. Après les Jeux, elle obtient une quatrième place à Are, puis deuxième le lendemain derrière Fanny Smith. Elle termine sixième lors de la dernière course de la saison de la coupe du monde. Elle termine troisième du classement de celle-ci, derrière  Marielle Thompson et Fanny Smith.

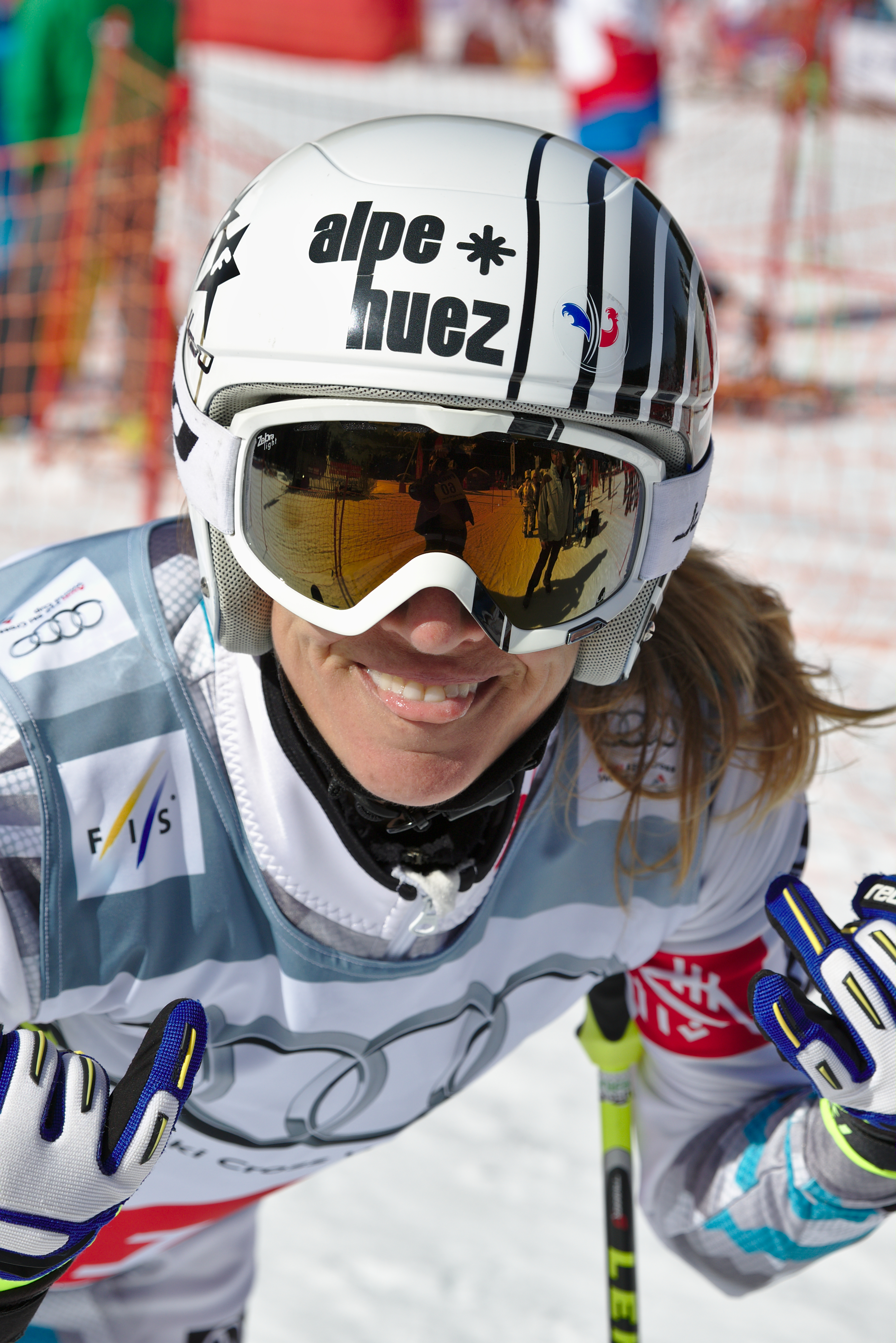
Ophélie David en 2015.

Elle doit attendre la troisième épreuve de la coupe du monde 2015, la deuxième course de Val Thorens, début janvier, pour participer à une nouvelle finale, terminant troisième. À la fin du mois, elle participe une nouvelle fois aux mondiaux, disputés à Kreischberg. Elle est battue à la photo-finish par l'Autrichienne Andrea Limbacher. Elle termine ensuite troisième à Arosa. Elle termine ensuite deux fois cinquième à Are puis quatrième et troisième à Tegernsee. Lors des deux courses de Megève, elle termine neuvième et troisième.
Lors de sa première course de la coupe du monde 2015-2016, à Val Thorens, elle termine à la troisième place, derrière Anna Holmlund et Sandra Näslund. Le lendemain, elle termine à la dixième place. Avec pour principal objectif de la saison les X Games, elle ne s'aligne pas lors de l'étape d'Innichen/San Candido. Fin décembre, elle reçoit finalement son invitation pour la compétition américaine. Elle dispute les deux courses de l'étape de Watles, terminant quatrième de la deuxième course. Avant les X Games, elle dispute la course à Nakiska où elle termine 15e. À Aspen, elle termine quatrième derrière Alizée Baron, Kelsey Serwa et Marielle Thompson prenant les deux premières places. En février, elle annonce la fin de sa collaboration avec Romuald Licinio. Elle dispute une nouvelle course de coupe du monde, à Arosa, où elle termine quinzième.
Après deux courses à Val Thorens où elle termine onzième et dixième, elle obtient un nouveau podium en coupe du monde lors de l'étape d'Arosa où elle termine troisième. Avant la fin de l'année, elle termine septième à Montafon, puis neuvième et dixième à Innichen. En janvier, elle termine septième et dixième à Watles, puis quatrième à Feldberg. En février, elle termine septième et onzième à Idre Fjall, puis obtient une nouvelle troisième place, à Sunny Valley, derrière Marielle Thompson et Sandra Naeslund. Elle termine ensuite septième à Blue Mountain. Lors des championnats du monde, en Sierra Nevada, elle prend la troisième place, derrière Sandra Näslund et Fanny Smith.
Lors de la coupe du monde 2017-2018, son meilleur résultat est une douzième place à Arosa. Alors qu'elle devait participer à l'épreuve de skicross des Jeux olympiques de Pyeongchang, Ophélie David se blesse à l'entraînement, rupture du ligament croisé antérieur du genou gauche, et doit renoncer à s'aligner sur l'épreuve.

### Autres activités

#### VTT
En parallèle de sa carrière de skieuse, Ophélie David dispute durant l'intersaison des compétitions de VTT. En 2007, elle parcourt les 32 kilomètres de long et 2 500 mètres de dénivelé de la Mégavalanche de l'Alpe d'Huez en 1 h 11 min 14 s, terminant deuxième à 32 s de Pauline Dieffenthaler. Elle remporte l'édition suivante. Elle participe également au Roc d'Azur, notamment en 2011 où elle fait équipe en tandem avec Nicolas Vouilloz, multiple champion du monde  de VTT de descente.

#### Cyclisme sur route
Le 25 mai 2022, Ophélie David part de la ville d'Étaples pour un périple de 5 500 kilomètres sur les frontières terrestres et maritimes de la France. Elle termine sa boucle le 3 juillet 2022 sur le port d'Étaples, après 40 jours, objectif qu'elle s'était fixée,.

#### Médias
En 2012, elle collabore avec France Soir avec un blog où elle détaille sa vie de sportive au quotidien mais livre également son regard sur d'autres sports et est chroniqueuse en 2021 pour la chaîne L Equipe.

## Palmarès

### Jeux olympiques d'hiver
| Épreuve / Édition | Ski cross |
| JO 2010 Vancouver | 9e        |
| JO 2014 Sotchi    | 4e        |

### Championnats du monde
| Épreuve / Édition | Ruka 2005 | Madonna di Campiglio 2007 | Inawashiro 2009 | Deer Valley 2011 | Voss/Oslo 2013 | Kreischberg 2015 | Sierra Nevada 2017 |
| Skicross          | Bronze    | Or                        | 7e              | 11e              | Bronze         | Argent           | Bronze             |

### Coupe du monde
- 3 gros globes de cristal
  - Vainqueur du classement général en 2006, 2008 et 2009.
- 7 petits globes de cristal : 
  - Vainqueur du classement du skicross en 2004, 2005, 2006, 2007, 2008, 2009 et 2010.
- 64 podiums dont 26 victoires en coupe du monde (tous en skicross)[80].

#### Différents classements en Coupe du monde
| Année/Classement | Année/Classement | Général | Général | Cross  | Cross  |
| Année/Classement | Année/Classement | Class.  | Points  | Class. | Points |
| ---------------- | ---------------- | ------- | ------- | ------ | ------ |
| 2003             | 2003             | 29e     | 29      | 15e    | 88     |
| 2004             | 2004             | 6e      | 67      | 1re    | 535    |
| 2005             | 2005             | 2e      | 72      | 1re    | 430    |
| 2006             | 2006             | 1re     | 84      | 1re    | 420    |
| 2007             | 2007             | 5e      | 52      | 1re    | 260    |
| 2008             | 2008             | 1re     | 81      | 1re    | 646    |
| 2009             | 2009             | 1re     | 86      | 1re    | 860    |
| 2010             | 2010             | 2e      | 67      | 1re    | 735    |
| 2011             | 2011             | 10e     | 43      | 5e     | 474    |
| 2012             | 2012             | 5e      | 53      | 2e     | 530    |
| 2013             | 2013             | 9e      | 49      | 2e     | 487    |
| 2014             | 2014             | 9e      | 52      | 3e     | 572    |
| 2015             | 2015             | 10e     | 48      | 4e     | 528    |
| 2016             | 2016             | 72e     | 16,17   | 18e    | 194    |
| 2017             | 2017             | 24e     | 36,08   | 5e     | 469    |
| 2018             | 2018             | 120e    | 8,30    | 23e    | 93     |

#### Détail des victoires

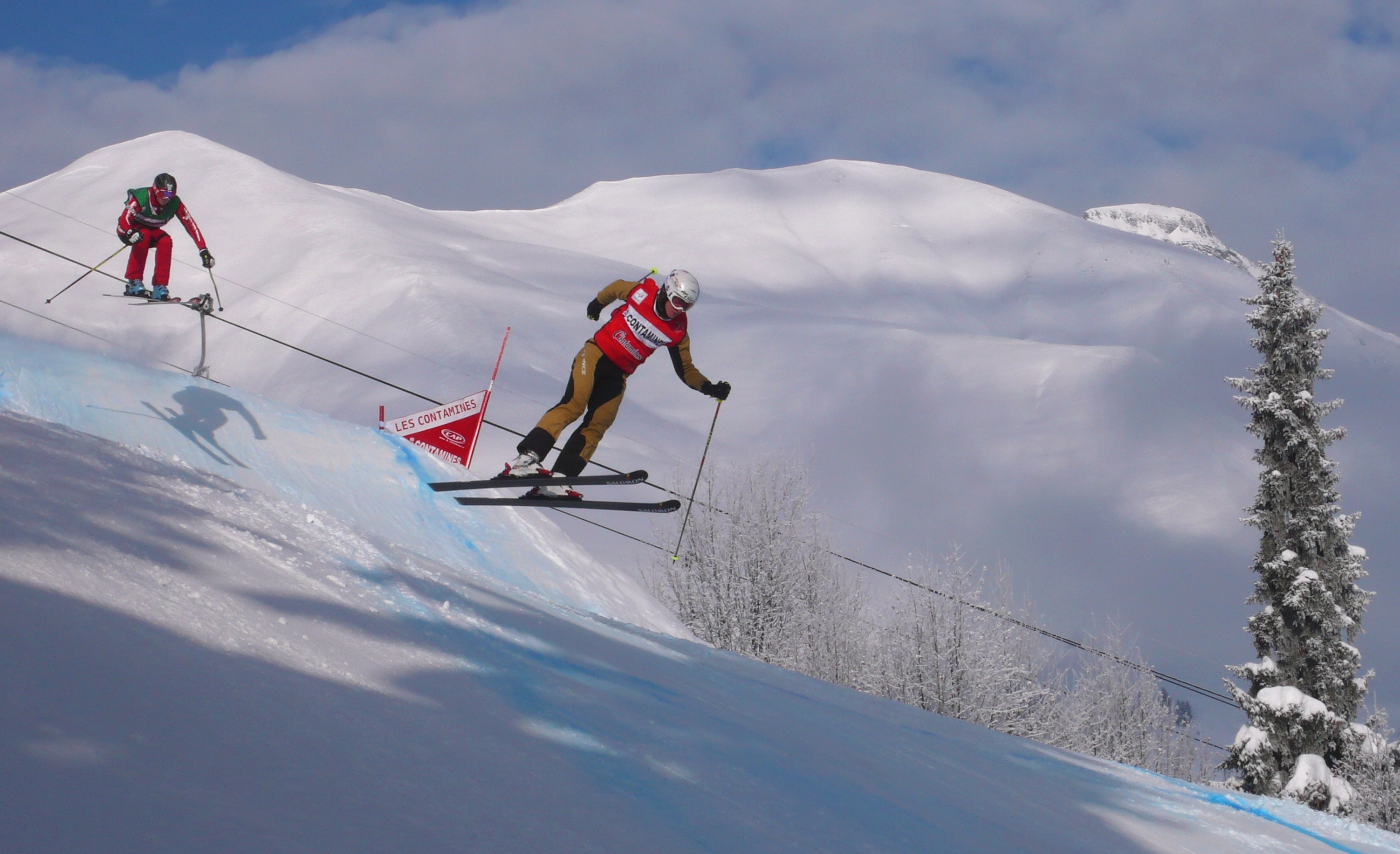
Ophélie David, devant Ashleigh McIvor en quart de finale aux Contamines en 2010.

| Édition / Épreuve | Cross                                                                     |
| 2004              | Les Contamines Spindleruv Mlyn Sauze d'Oulx                               |
| 2005              | Saas-Fee Les Contamines                                                   |
| 2006              | Pec Sierra Nevada                                                         |
| 2007              | Inawashiro                                                                |
| 2008              | Les Contamines Kreischberg Deer Valley Sierra Nevada Meiringen Valmalenco |
| 2009              | Flaine Lake Placid Myrkdalen Branaes Grindelwald La Plagne                |
| 2010              | St. Johann in Tirol Branaes                                               |
| 2011              | Les Contamines                                                            |
| 2012              | St. Johann in Tirol                                                       |
| 2013              | Grasgehren                                                                |
| 2014              | Kreischberg                                                               |

### X-Games
Ophélie David dispute sans interruption de 2003 à 2011 les Winter X Games, remportant consécutivement les quatre éditions de 2007 à 2010, terminant troisième en 2006 et deuxième en 2011.
| Édition             | Lieu  | Place              |
| ------------------- | ----- | ------------------ |
| Winter X Games 2003 | Aspen | 6e                 |
| Winter X Games 2004 | Aspen | 4e                 |
| Winter X Games 2005 | Aspen | 7e                 |
| Winter X Games 2006 | Aspen | Médaille de bronze |
| Winter X Games 2007 | Aspen | Médaille d'or      |
| Winter X Games 2008 | Aspen | Médaille d'or      |
| Winter X Games 2009 | Aspen | Médaille d'or      |
| Winter X Games 2010 | Aspen | Médaille d'or      |
| Winter X Games 2011 | Aspen | Médaille d'argent  |
| Winter X Games 2016 | Aspen | 4e                 |

### Championnats de France Elite
- 5 fois Championne de France en 2003, 2005, 2006, 2008 et 2014
- Vice-championne en 2016